# Cyber-shot
Cyber-shot là dòng máy ảnh kỹ thuật số của hãng Sony. Dòng máy ảnh Cyber-shot gồm các loại máy ảnh nghiệp dư (Point and Shot) được trang bị senssor mạnh của Sony, ống kính Carl-Zeiss của Đức, dùng thẻ nhớ Memory Stick Pro Duo, một số dòng mới nhất còn dùng thẻCompactFlash,màn hình LCD, cảm ứng
Cyber-shot hơn hẳn các máy ảnh tương tự của các hãng khác như Canon, Nikon... về thiết kế, chất lượng hình ảnh, sự tiện dụng...
Một số mẫu Cyber-Shot mới được trang bị màn hình cảm ứng và chức năng dò tìm nụ cười, chống rung gấp đôi.
Tất cả các dòng Cyber-shot đều bắt đầu với DSC,được hiểu là "Digital Still Camera".
Các xê ri của thương hiệu này gồm F, G, H, L, M, N, P, R, S, T, U, V, W

## Các dòng
Bản mẫu:Incomplete-list

### F series
Dòng cao với ống kính xoay và ống ngắm kỹ thuật số.

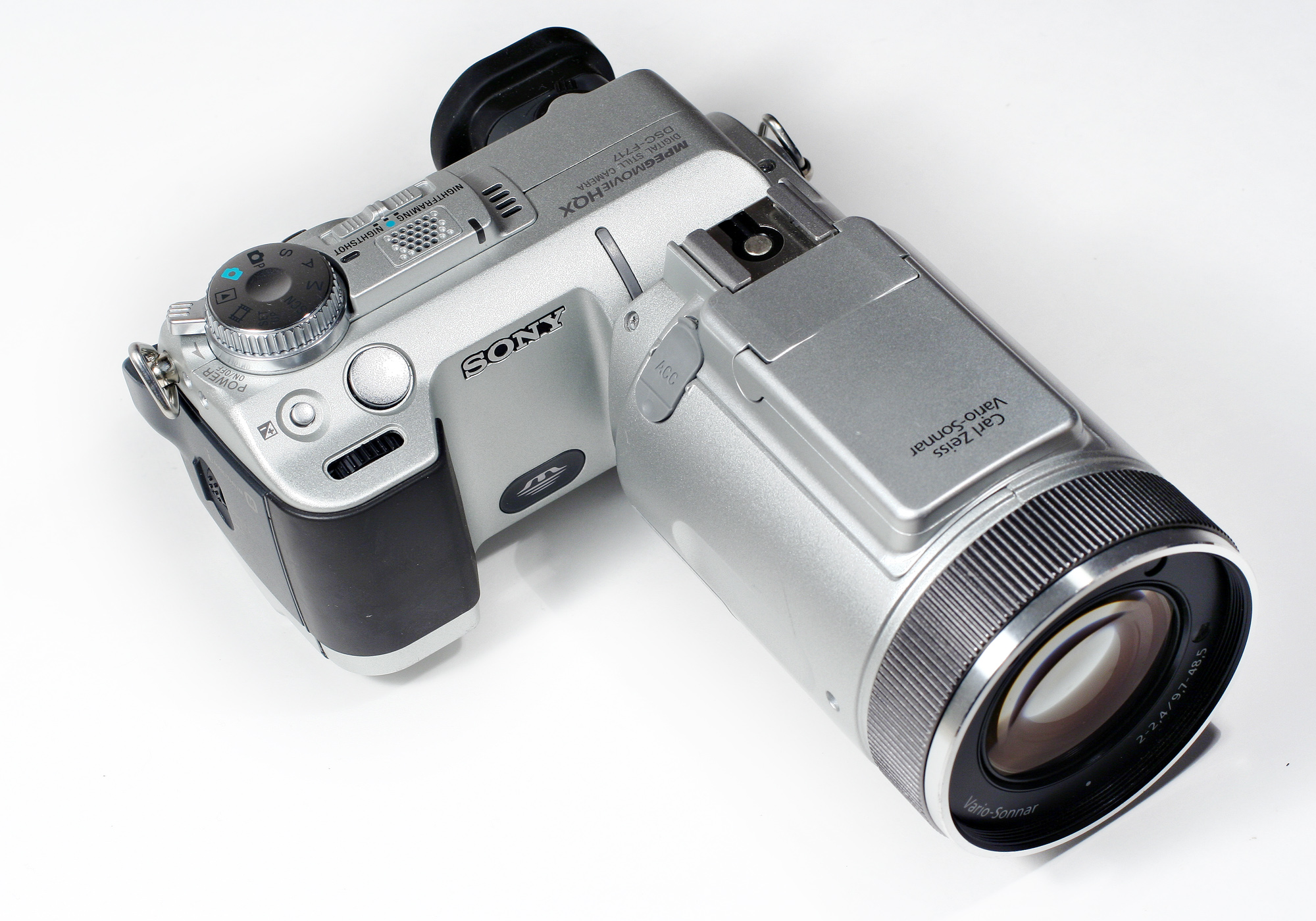
Sony Cyber-shot DSC-F717

- DSC-F55 (1999, 2.1 megapixel, 37 mm equivalent lens, zoom số 2.5x, cảm biến 1/2")[1]
- DSC-F55V (2000, 2.6 megapixel, 37 mm equivalent lens, zoom số 2x, cảm biến 1/1.8")[2]
- DSC-F88 (2004, 5.0 megapixel, 3x 38–114 mm equivalent zoom, cảm biến1/2.4")[3]
- DSC-F505 (5x 38–190 mm zoom quang, cảm biến 1/2") [4]
- DSC-F505V (5x 38–190 mm equivalent optical zoom, 1/1.8" sensor)[5]
- DSC-F707 (2001, 5x 38–190 mm equivalent optical zoom, 2/3" sensor)[6]
- DSC-F717 (5x 38–190 mm equivalent optical zoom, 2/3" sensor)[7]
- DSC-F828 (2003, 8.0 megapixel, 7.1x 28–200 mm equivalent optical zoom, 2/3" sensor)[8]

### G series
- DSC-G1 (tháng 4 năm 2007, 6.0 megapixel, bộ nhớ trong 2GB, zoom quang 3x, face tracking technology)

### H series

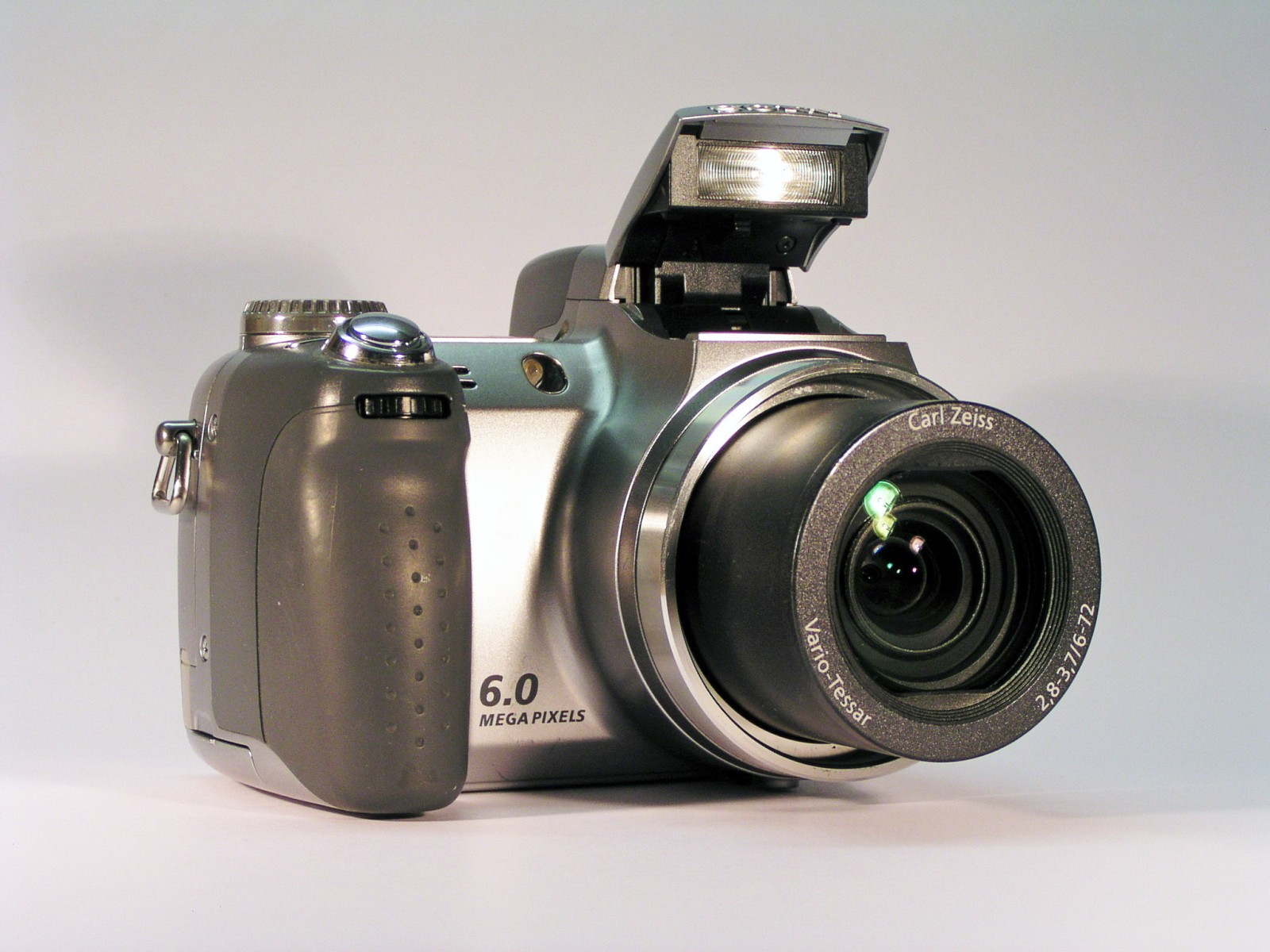
Sony Cyber-shot DSC-H2

- DSC-H1 (2005, 5.1 megapixel, 12x optical zoom)[9]
- DSC-H2 (2006, 6 megapixel, 12x optical zoom)[10]
- DSC-H3 (2008, 8.1 megapixel, 10x optical zoom, HDTV output)[11]
- DSC-H5 (2006, 7.2 megapixel, 12x optical zoom)[12]
- DSC-H7 (2007, 8.1 megapixel, 15x optical zoom)[13]
- DSC-H9 (2007, 3.0" tilting LCD touch panel, 8.1 megapixel, 15x optical zoom)[14]
- DSC-H10 (2008, 8.1 megapixel, 10x optical zoom)
- DSC-H50 (2008, 9.1 megapixel, 15x optical zoom)
- DSC-HX1 (tháng 4 năm 2009 10.3 megapixel, 20x optical zoom)

### L series
- DSC-L1 (2004, 4.0 megapixel, 3x optical zoom)[15]

### M series
- DSC-M1 (2004, 5.0 megapixel, Zoom quang3x)
- DSC-M2 (2005, 5.0 megapixel, Zoom quang 3x)

### Dòng N
- DSC-N1 (2005, 3" LCD touch panel, 8.1 megapixel, 3x optical zoom)[16]
- DSC-N2 (2006, 3" LCD touch panel, 10.1 megapixel, 3x optical zoom)[17]

### Dòng P
Ultra-compact cameras with distinctive rounded edge on one side

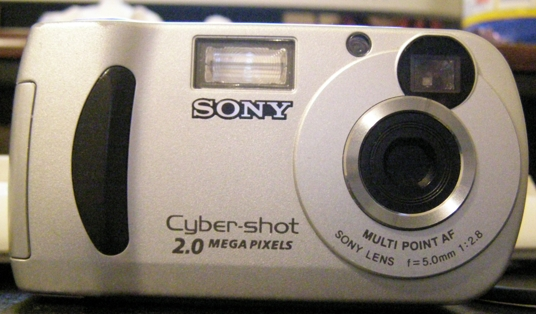
Sony Cyber-Shot DSC-P31

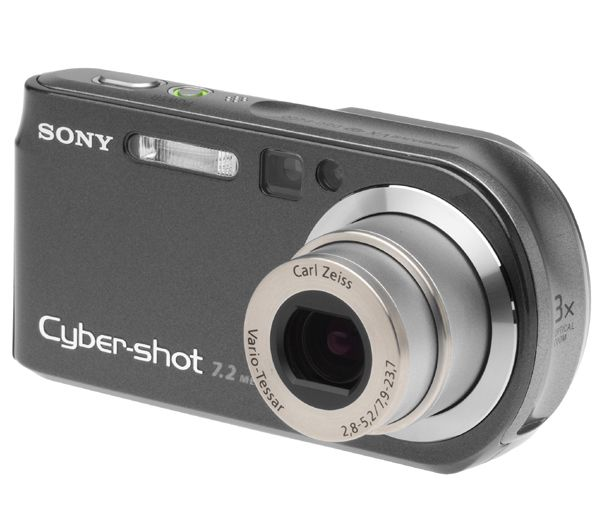
Sony Cyber-Shot DSC-P200

- DSC-P1 (2000, 1.5" LCD, 3 megapixel, 3x optical zoom)[18]
- DSC-P2
- DSC-P3
- DSC-P5
- DSC-P7 (3.1 megapixel, 3x optical zoom)[19]
- DSC-P8 (2003, 1.5" LCD, 3.1 megapixel, 3x optical zoom)[20]
- DSC-P9 (2002, 1.5" LCD, 4.0 megapixel, 3x optical zoom)
- DSC-P10 (2003, 1.5" LCD, 5.0 megapixel, 3x optical zoom)
- DSC-P12 (Same as DSC-P10, packaged with more accessories)
- DSC-P20 (2001-2002, 1.3 megapixel, 3x digital zoom)[21]
- DSC-P31 (2002-2003, 2 megapixel, 3x digital zoom)[22]
- DSC-P32 (3.2 megapixel, 1.6x digital zoom)[23]
- DSC-P41 (2004, 4.1 megapixel, fixed lens)
- DSC-P51 (2.1 megapixel, 2x optical zoom)
- DSC-P52 (2003, 3.2 megapixel, 2x optical zoom)
- DSC-P53
- DSC-P71
- DSC-P72
- DSC-P73 (2004, 4.1 megapixel, 3x optical zoom)[24]
- DSC-P92 (2003, 5 megapixel, 3x optical zoom)[25]
- DSC-P93 (2004, 5.0 megapixel, 3x optical zoom)[26]
- DSC-P100 (2004, 5.1 megapixel, 3x optical zoom)[27]
- DSC-P120 (special edition version of DSC-P100)
- DSC-P150 (2004, 7.2 megapixel, 3x optical zoom)
- DSC-P200 (2005, 2" LCD screen, 7.2 megapixel, 3x optical zoom)[28]

### R series
Bridge digital camera with APS-C Hình sensor format
- DSC-R1 (2005-2006, 10.3 megapixel. 5x 24–120 mm equivalent optical zoom)[29][30]

### S series

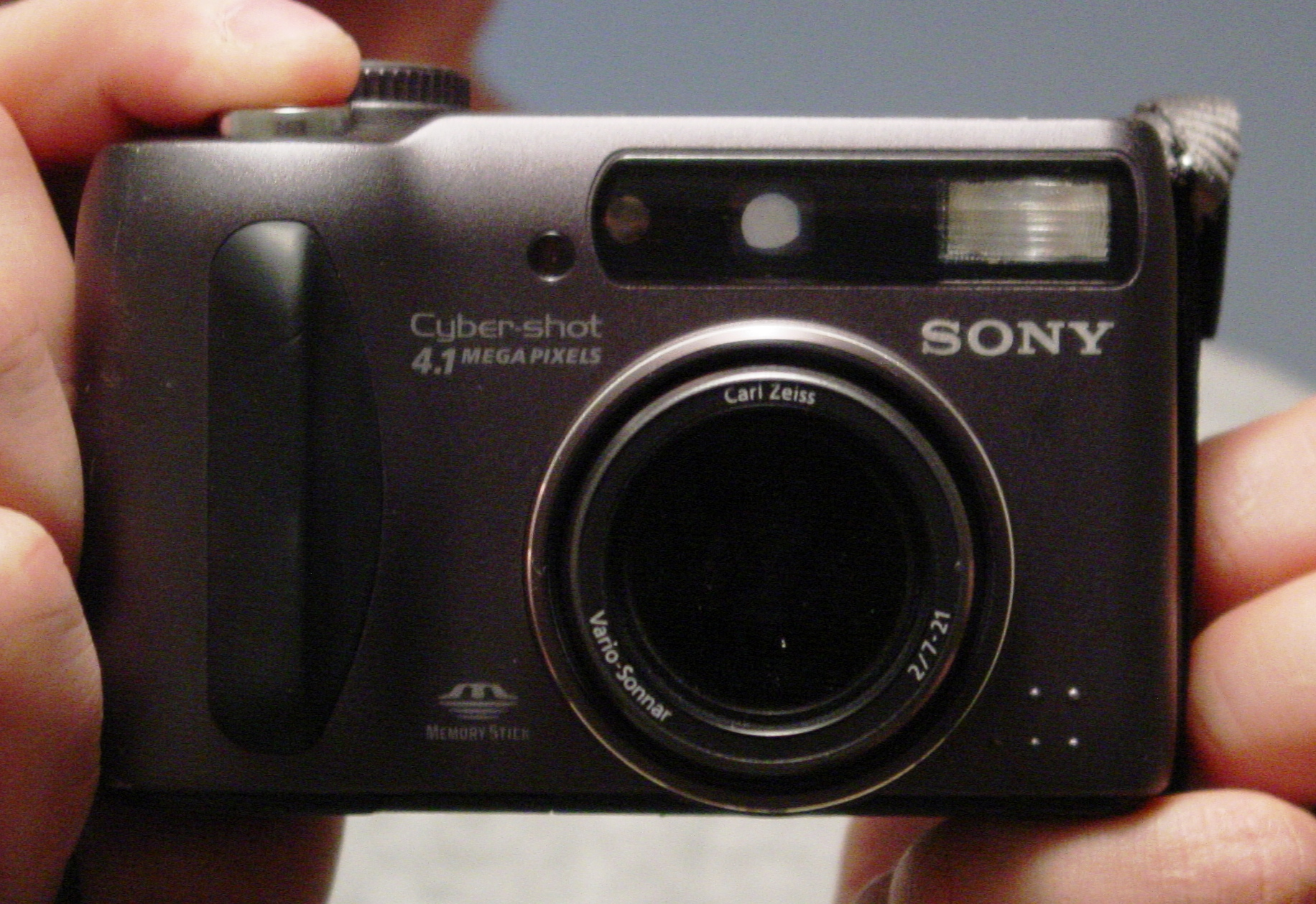
Sony Cyber-shot DSC-S85

The DSC-S85 was Sony's first 4 megapixel consumer-level digital camera. 
- DSC-S30 (2000, 1.3 megapixel, 3x optical zoom)
- DSC-S40 (2005, 4.0 megapixel, 3x optical zoom)
- DSC-S50 (2005, 4.0 megapixel, 3x optical zoom)
- DSC-S60 (2005, 2" LCD, 4.0 megapixel)[31]
- DSC-S70 (2000, 3.3 megapixel)[32]
- DSC-S75 (2001, 3.3 megapixel)[33]
- DSC-S80
- DSC-S85 (2001, 4.1 megapixel)[34]
- DSC-S90 (2005, 4.1 megapixel, 3x optical zoom)[35]
- DSC-S500 (6.0 megapixel. 3x optical zoom)[36]
- DSC-S600 (2006, 6.0 megapixel. 3x optical zoom)[37]
- DSC-S650 (2007, 7.2 megapixel, 3x optical zoom)
- DSC-S700 (2007, 7.2 megapixel, 3x optical zoom)
- DSC-S730 (2008, 7.2 megapixel. 3x optical zoom)
- DSC-S750 (2008, 7.2 megapixel. 3x optical zoom)
- DSC-S780 (2008, 8.1 megapixel. 3x optical zoom)
- DSC-S800 (2007, 8.1 megapixel. 6x optical zoom)

### T series
Ultra-thin compact cameras
- DSC-T1 (2004, 5.1 megapixel. 3x optical zoom) [38]
- DSC-T2 (2007, 8.1 megapixel. 3x optical zoom, 4GB internal storage)
- DSC-T3 (2004, 5 megapixel. 3x optical zoom) [39]
- DSC-T5 (2005, 2.5" LCD, 5 megapixel, 3x optical zoom) [40]
- DSC-T7 (2005, 2.5" LCD, 5.1 megapixel, 3x optical zoom) [41]
- DSC-T9 (2006, 2.5" LCD, 6 megapixel, 3x optical zoom)[42]
- DSC-T10 (2006, 7.2 megapixel, 3x optical zoom)
- DSC-T11 (2004, 5.0 megapixel, 3x optical zoom)
- DSC-T20 (2007, 8.0 megapixel, 3x optical zoom)[43]
- DSC-T30 (2006, 3" LCD, 7.2 megapixel, 3x optical zoom)[44]
- DSC-T33 (2005, 5.0 megapixel, 3x optical zoom)
- DSC-T50 (3.0" LCD touch panel, 7.2 megapixel. 3x optical zoom)[45]
- DSC-T70 (2007, 8.1 megapixel, 3x optical zoom)
- DSC-T75 (2007, 8.1 megapixel, 3.0" LCD touch panel, 3x optical zoom)
- DSC-T90 (Mar 2009, 12.1 megapixel, 3.0" LCD touch panel, 4x optical zoom, 720p HD Movies)
- DSC-T100 (3.0" LCD, 8.0 megapixel. 5x optical zoom)[43]
- DSC-T200 (2007, 3.5" touch panel LCD, 8.1 megapixel, 5x optical zoom)
- DSC-T300 (March 2008, 3.5" touch panel LCD, 10.1 megapixel, 5x optical zoom)
- DSC-T500 (tháng 10 năm 2008, 3.5" touch panel LCD, 10.1 megapixel, 5x optical zoom, 720p HD Movies)
- DSC-T700 (tháng 9 năm 2008, 3.5" touch panel LCD, 4 GB internal memory, 10.1 megapixel, 4x optical zoom)
- DSC-T900 (Mar 2009, 12.1 megapixel, 3.5" LCD touch panel, 4x optical zoom, 720p HD Movies)

### Dòng U
Máy ảnh thu nhỏ
- DSC-U10
- DSC-U20
- DSC-U30 (2003, 2.0 megapixel)
- DSC-U40
- DSC-U50
- DSC-U60

### Dòng V
'Prosumer' level Bridge digital cameras
- DSC-V1 (2003, 1.5" LCD, 5.0 megapixel, 4x optical zoom)[46]
- DSC-V3 (2004, 2.5" LCD, 7.1 megapixel, 4x optical zoom)[47]

### Dòng W

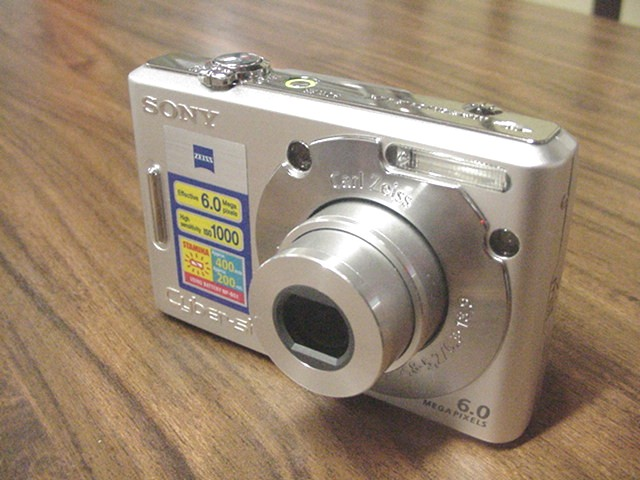
Sony Cyber-shot DSC-W30

- DSC-W1 (2004, 5.0 megapixel, 3x optical zoom)
- DSC-W5 (2005, 5.1 megapixel, 3x optical zoom)
- DSC-W7 (2005, 7.1 megapixel, 3x optical zoom)
- DSC-W30 (2006, 6 megapixel, 3x optical zoom)[48]
- DSC-W35 (2007, 7.2 megapixel, 3x optical zoom)
- DSC-W50 (2006, 6.2 megapixel, 3x optical zoom)[49]
- DSC-W55 (2007, 7.2 megapixel, 3x optical zoom)
- DSC-W70 (2006, 7.2 megapixel, 3x optical zoom)
- DSC-W80 (2007, 7.2 megapixel, 3x optical zoom, HDTV output)
- DSC-W90 (8.1 megapixel, 3x optical zoom)
- DSC-W100 (2006, 8.1 megapixel, 3x optical zoom)[50]
- DSC-W110 (2008, 7.2 megapixel, 4x optical zoom)
- DSC-W120 (2008, 7.2 megapixel, 4x optical zoom)
- DSC-W130 (2008, 8.1 megapixel, 4x optical zoom)
- DSC-W150 (2008, 8.1 megapixel, 5x optical zoom)
- DSC-W170 (2008, 10.1 megapixel, 5x optical zoom)
- DSC-W200 (2007, 12.1 megapixel, 3x optical zoom)[51]
- DSC-W300 (tháng 5 năm 2008, 13.6 megapixel, 3x optical zoom)

### Điện thoại Sony Ericsson
Năm 2006, Sony Ericsson (một liên doanh sản xuất điện thoại giữa Sony và Ericsson) đã tiến hành sản xuất dòng điện thoại mang thương hiệu Cyber-shot như chiếc điện thoại Sony Ericsson K800 với camera kĩ thuật số Cyber-shot 3.2 megapixel và đèn xenon.
6 tháng 2 năm 2007, Sony Ericsson ra mắt chiếc điện thoại Cyber-shot K810. Tiếp nối sự thành công của K800, K810 đã thêm một số chi tiết giúp camera 3.2 megapixel của nó càng giống camera chuyên nghiệp hơn. Nó sở hữu đèn xenon và công nghệ lọc mắt đỏ. Sony Ericsson còn mở rộng dòng Cyber-shot tới dòng điện thoại tầm trung, chiếc K550, hỗ trợ camera 2.0 megapixel sở hữu công nghệ tự động lấy nét và đèn LED.
Vào ngày 14 tháng 6 năm 2007, Sony Ericsson công bố một sản phẩm nữa trong dòng Cyber-shot Sony Ericsson K850 với những tính năng:
2/3.2/5 Megapixel Camera
Camera Cyber-shot™
Zoom Số
Tự động lấy nét
(Đèn Xenon)
(Ổn định hình ảnh)
(Photo Fix)
(BestPic™)
Photo Blogging
Lọc mắt đỏ
Gọi điệnVideo
Video Player
Video Clip
Video Record
Ổn định Video 
Video Streaming
Wallpaper Animation
Picture Wallpaper
Những tính năng trong ngoặc chỉ có trên k810i và k850i.